# Xã Nester, Michigan
Xã Nester (tiếng Anh: Nester Township) là một xã thuộc quận Roscommon, tiểu bang Michigan, Hoa Kỳ. Năm 2010, dân số của xã này là 295 người.